# Old Oak Common
Old Oak Common est un petit quartier de Londres localisé dans le district de Hammersmith et Fulham (Ealing avant 1994). C'est un quartier connu pour ses dépôts de trains.  Au sud se trouve le parc Wormwood Scrubs et prison au même nom.
Old Oak Common est aussi quelquefois utilisé pour décrire la section occidentale du parc Wormwood Scrubs.